# Max Ellmann
Max Ellmann (* 18. Jänner 1868 in Brăila; † 24. August 1920 in Wien) war ein österreichischer Politiker (SDAP) und Arzt. Er war von 1919 bis 1920 Abgeordneter zum Landtag von Niederösterreich.
Ellmann studierte nach dem Besuch der Volksschule und des Gymnasiums Medizin an der Universität Wien und promovierte 1892 zum Doktor der Medizin. Er wurde Arzt am Allgemeinen Krankenhaus Wien und war ab 1899 beim Verband der Krankenkassen Wiens und Niederösterreichs angestellt. Zudem studierte er während seiner Reisetätigkeiten die sozial- und gewerbehygienischen Einrichtungen des Auslands. Lokalpolitisch engagierte sich Ellmann als Bezirksrat in Wien-Hernals und war vom 20. Mai 1919 bis zum 24. August 1920 Abgeordneter zum Niederösterreichischen Landtag.